# Erasmo Vera
Erasmo Vera, mit vollständigem Namen José Erasmo Vera Ulloa, (* 13. März 1923; † 16. August 1989) war ein chilenischer Fußballspieler. Der Stürmer spielte neun Mal in der chilenischen Nationalmannschaft, für die er ein Tor erzielte.

## Karriere

### Verein
Über die Vereine von Erasmo Vera ist wenig bekannt. Während der Südamerikameisterschaften 1945 und 1946 spielte der Stürmer für Santiago Morning. 1947 wechselte er zum CSD Colo-Colo.

### Nationalmannschaft
Erasmo Vera debütierte unter Trainer Ferenc Plattkó beim 6:3-Erfolg über Ecuador beim Campeonato Sudamericano 1945. Vera kam nach 20 Spielminuten für Norton Contreras in die Partie und erzielte den zwischenzeitlichen 2:0-Treffer. Er wurde noch in vier weiteren Turnierspielen eingesetzt, davon drei Mal als Startelfspieler. La Roja beendete das Turnier mit vier Siegen, einem Unentschieden und einer Niederlage als Dritter.
Beim Campeonato Sudamericano 1946 absolvierte der Offensivspieler vier der fünf Turnierspiele für La Roja. Das Team von Nationaltrainer Luis Tirado beendete das Turnier als Fünfter. Die Einwechslung für Jorge Peñaloza bei der 1:5-Niederlage gegen Brasilien war das letzte Länderspiel Veras. Er kommt auf neun Einsätze, in denen er ein Tor erzielte.

## Erfolge
Colo-Colo
- Chilenischer Meister: 1947